# Glenea subgrisea
Glenea subgrisea là một loài bọ cánh cứng trong họ Cerambycidae.